# A Natural Born Gambler
A Natural Born Gambler er en amerikansk stumfilm fra 1916.